# Arianne Phillips
Arianne Phillips (New York, 26 aprile 1963) è una stilista e costumista statunitense.
È nota principalmente come stilista di fiducia di Madonna, per la quale ha curato i costumi di numerosi suoi videoclip, cinque suoi tour e due film.
Nel corso della sua carriera cinematografica, è stata candidata tre volte al premio Oscar per i migliori costumi, nel 2006 per Quando l'amore brucia l'anima - Walk the Line, nel 2012 per W.E. - Edward e Wallis e nel 2020 per C’era una volta a Hollywood. Nonostante non sia particolarmente nota al grande pubblico, ha lavorato a numerosi film molto famosi o apprezzati per i loro costumi, tra cui Il corvo, Tank Girl, i primi due film dello stilista Tom Ford e la saga di Kingsman.
Dopo aver lavorato alla sua versione cinematografica nel 2001, nel 2014 è stata candidata al Tony Award ai migliori costumi per la versione di Broadway del musical Hedwig and the Angry Inch, con Neil Patrick Harris.

## Filmografia

### Cinema
- Bail Jumper, regia di Christian Faber (1990)
- Pyrates, regia di Noah Stern (1991)
- Il corvo - The Crow (The Crow), regia di Alex Proyas (1994)
- Elisa (Élisa), regia di Jean Becker (1995)
- Tank Girl, regia di Rachel Talalay (1995)
- Larry Flynt - Oltre lo scandalo (The People v. Larry Flint), regia di Miloš Forman (1996)
- Vivere fino in fondo (Going All the Way), regia di Mark Pellington (1997)
- Best Men - Amici per la pelle (Best Men), regia di Tamra Davis (1997)
- Costretti ad uccidere (The Replacement Killers), regia di Antoine Fuqua (1998)
- Gli infiltrati (The Mod Squad), regia di Scott Silver (1999)
- Ragazze interrotte (Girl, Interrupted), regia di James Mangold (2000)
- Hedwig - La diva con qualcosa in più (Hedwig and the Angry Inch), regia di John Cameron Mitchell (2001)
- One Hour Photo, regia di Mark Romanek (2002)
- Travolti dal destino (Swept Away), regia di Guy Ritchie (2002)
- Identità (Identity), regia di James Mangold (2003)
- Quando l'amore brucia l'anima - Walk the Line (Walk the Line), regia di James Mangold (2005)
- Quel treno per Yuma (3:10 to Yuma), regia di James Mangold (2007)
- A Single Man, regia di Tom Ford (2009)
- Innocenti bugie (Knight and Day), regia di James Mangold (2010)
- W.E. - Edward e Wallis (W.E.), regia di Madonna (2011)
- Kingsman - Secret Service (Kingsman; The Secret Service), regia di Matthew Vaughn (2014)
- Animali notturni (Nocturnal Animals), regia di Tom Ford (2016)
- Kingsman - Il cerchio d'oro (Kingsman: The Golden Circle), regia di Matthew Vaughn (2017)
- C'era una volta a... Hollywood (Once Upon a Time in... Hollywood), regia di Quentin Tarantino (2019)
- Don't Worry Darling, regia di Olivia Wilde (2022)
- Joker: Folie à Deux, regia di Todd Phillips (2024)
- A Complete Unknown, regia di James Mangold (2024)

### Televisione
- Una donna in... crescendo (Attack of the 50 Ft. Woman), regia di Christopher Guest - film TV (1993)

## Videografia
- Madonna - Frozen (1998)
- Madonna - Ray of Light (1998)
- Madonna - The Power Of Goodbye (1998)
- Madonna - Nothing Really Matters (1998)
- Madonna - Don't Tell Me (2000)
- Madonna - Music (2000)
- Madonna - Hollywood (2004)
- Madonna - Love Profusion (2004)
- Madonna - Hung Up (2005)
- Madonna - Sorry (2006)
- Madonna - Get Together, Version 1 (2006)
- Madonna - Get Together, Version 2 (2007)
- Madonna - Give It 2 Me (2008)
- Madonna - Miles Away (2008)
- Madonna - Girl Gone Wild (2012)
- Madonna - Give Me All Your Luvin' (2012)
- Madonna - Bitch I'm Madonna (2015)